# Alabama
Alabama (IPA: [æləˈbæmə]  kiejtéseⓘ) az Egyesült Államok déli államai közé tartozik.
Az amerikai polgárháborútól a második világháborúig – a többi déli államhoz hasonlóan – Alabama komoly gazdasági nehézségekkel küzdött, részben a mezőgazdaságtól való függés miatt.
A fehér vidéki kisebbség uralta a törvényhozást egészen az 1960-as évekig, a városi és a fekete népesség alulreprezentált volt.
A második világháborút követően Alabama jelentős fejlesztéseken ment keresztül. A gazdasági életben korábban meghatározó mezőgazdaság mellett felfejlődött a nehézipar, az ásványkitermelés, a csúcstechnológiák használata és az ipari fejlesztéseket biztosító oktatási rendszer. Az állam ma részt vesz az űrprogramban és jellemzője lett néhány nehézipari ágazat is, mint például az autógyártás, a bányászat és az acélgyártás. Fejlett oktatási és egészségügyi programokat dolgoztak ki, amelyek megvalósítása nyújthat kellő alapot a további fejlődéshez.
Alabama beceneve „Aranyküllő állam” („Yellowhammer State”), amely egyúttal az állam madara is. Alabama úgy is ismert mint „Heart of Dixie” azaz a Dél szíve. Az állam fája a mocsári fenyő (pinus palustris), a virága a kamélia. Fővárosa Montgomery, legnagyobb városa lakosságát tekintve Birmingham, területét számítva pedig Huntsville míg legöregebb városa Mobile.

## Az állam nevének eredete
Az „alabama” szó eredetileg egy muszkogi törzs neve, amely a Coosa és Tallapoosa-folyó összefolyásánál az Alabama-folyó felső szakaszán élt. Innen kapta az állam és a folyó a nevét. Alabama nyelven az Alabama személy Albaamo (különböző dialektusokban Albaama vagy Albàamo), ennek többes száma az Alabama személyek írása Albaamaha. Az alabama szó valószínűleg a csaktó nyelvből származhatott s csak később vette át ezt a nevet az Alabama törzs saját magára. A név írásmódja a különböző forrásokban jelentősen eltér. A nevet először Hernando de Soto három 1540-es Garcilasso de la Vegával közös expedíciója leírásban említik, az Alibamo formát használva, míg Elvas lovagja és Rodrigo Ranjel az Alibamu és a Limamu szavakat használja. 1702 körül a franciák a törzset Alibamon néven ismerik és a francia térképen az Alabama-folyó beazonosítható a ”Rivière des Alibamons”-al.
Más helyesírások szerint: Alibamu, Alabamo, Albama, Alebamon, Alibama, Alibamou, Alabamu, and Allibamou. Annak ellenére, hogy az Alabama szó eredete nyilvánvaló, a törzs nevének jelentése nem ennyire egyértelmű. Egy cikk a Jacksonville Republican 1842. július 27-i számában a név jelentését úgy magyarázza, hogy „Itt mi pihenünk.” Ez az értelmezés népszerűvé vált, noha egyetlen muszkogi nyelvi szakértő sem osztja ezt a véleményt. Általánosan elfogadott, hogy az „alba” szó a csaktó nyelvből ered és jelentése növény vagy gaz. Az „amo” szó jelentése levágni, megnyírni, vagy gyűjteni. Ez eredményezhette azt a fordítást, hogy „gyógynövénygyűjtők” ("herb gatherers"), amely arra utalhat, hogy kitisztítani a földet ültetéshez vagy gyógynövények gyűjtése.

## Földrajza
Határai északról Tennessee, keletről Georgia, délről Florida és a Mexikói-öböl, nyugatról pedig Mississippi állam. Alabama területe 135 775 km² (a 30. legnagyobb az államok között), ennek 3,19%-a vízzel borított. A föld 3/5-e enyhe lejtős terület, amely a Mississippi-folyó és a Mexikói-öböl medencéje felé ereszkedik. Alabama északi területei többnyire hegyvidéki jellegűek, ahol a Tennessee-folyó nagy völgyet vágott ki magának számos mellékfolyóval, patakkal, és tóval. Alabama említésre érdemes csodája a természetes híd ("Natural Bridge" ) kő, a leghosszabb természetes híd keletre a Sziklás-hegységtől. Winston megyében Haleyville városától délre találhatjuk.
Alabama a tengerszinttől (Mobile-öböl) északkeleten 550 méter magasságig (Appalache-hegység) terjed. A legmagasabb pontja a Mount Cheaha, amelynek magassága 733 méter.
Alabama nagy része természetvédelmi terület, ezért a National Park Service igazgatása alá tartozik. Ezek a központok a: Horseshoe Bend National Military Park közel Alexander City-hez; Little River Canyon National Preserve Fort Payne közelében; Russell Cave National Monument Bridgeport városában; Tuskegee Airmen National Historic Site Tuskegee városban;és Tuskegee Institute National Historic Site Tuskegee közelében.

### Alabama folyói
A belföldi víziutak hosszát tekintve a második az államok sorában.[pontosabban?]

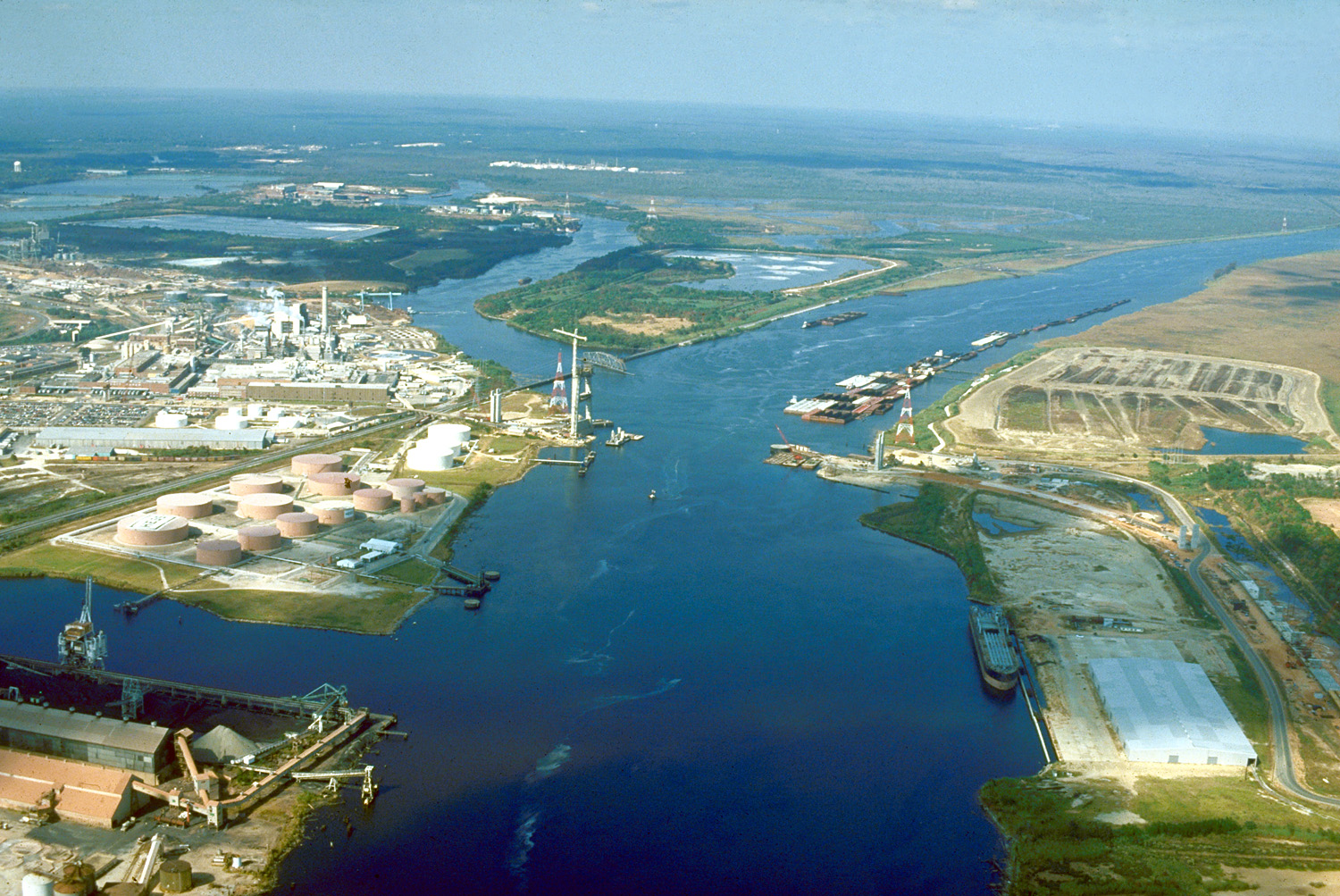
A Mobile-folyó
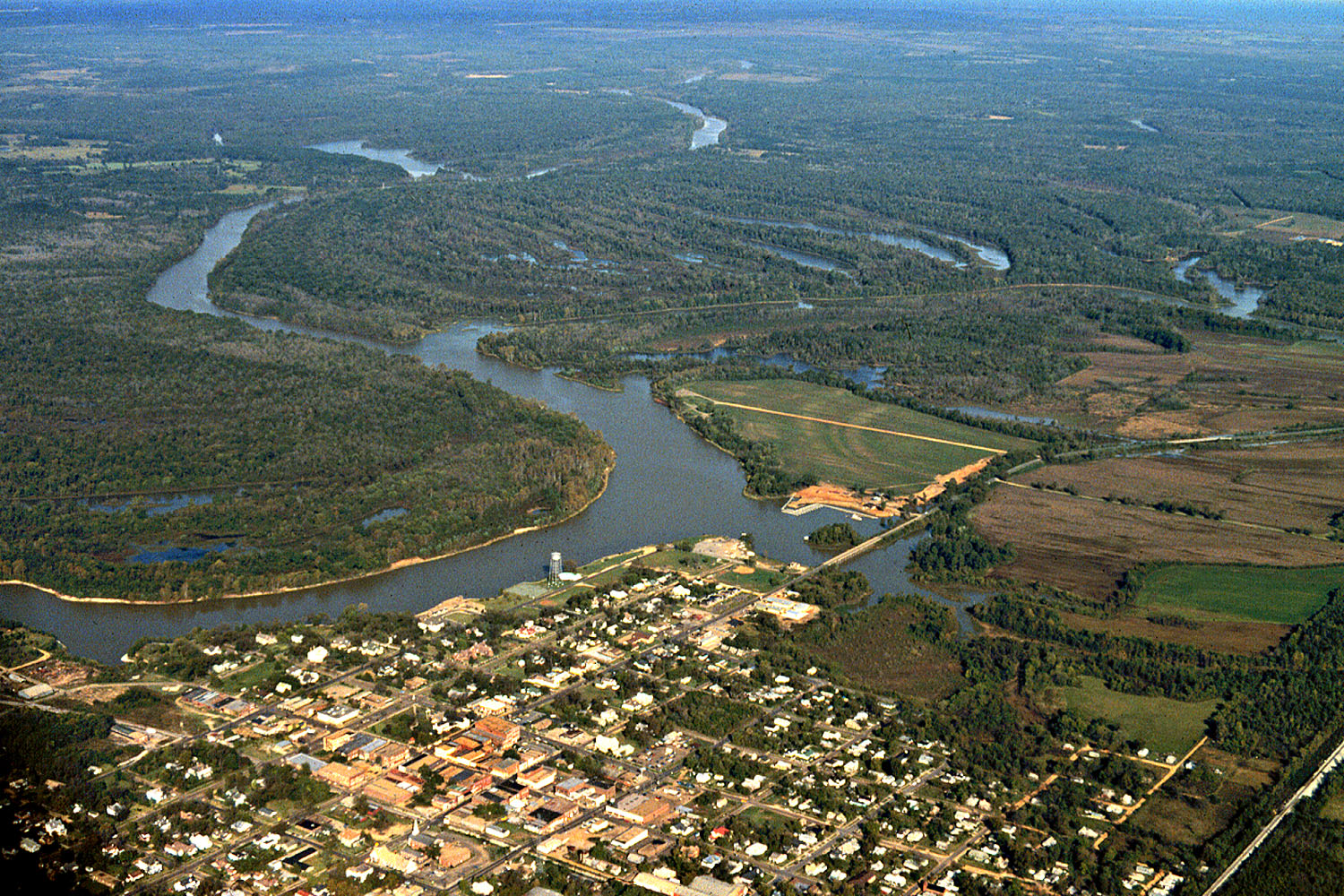
A Black Warrior és a Tombigbee folyók találkozása
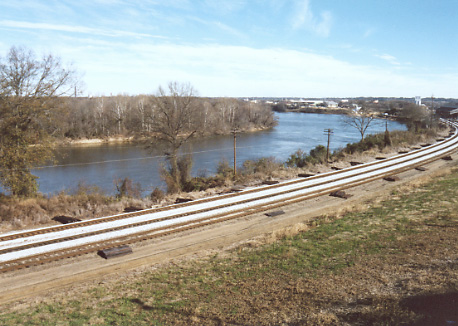
Az Alabama-folyó
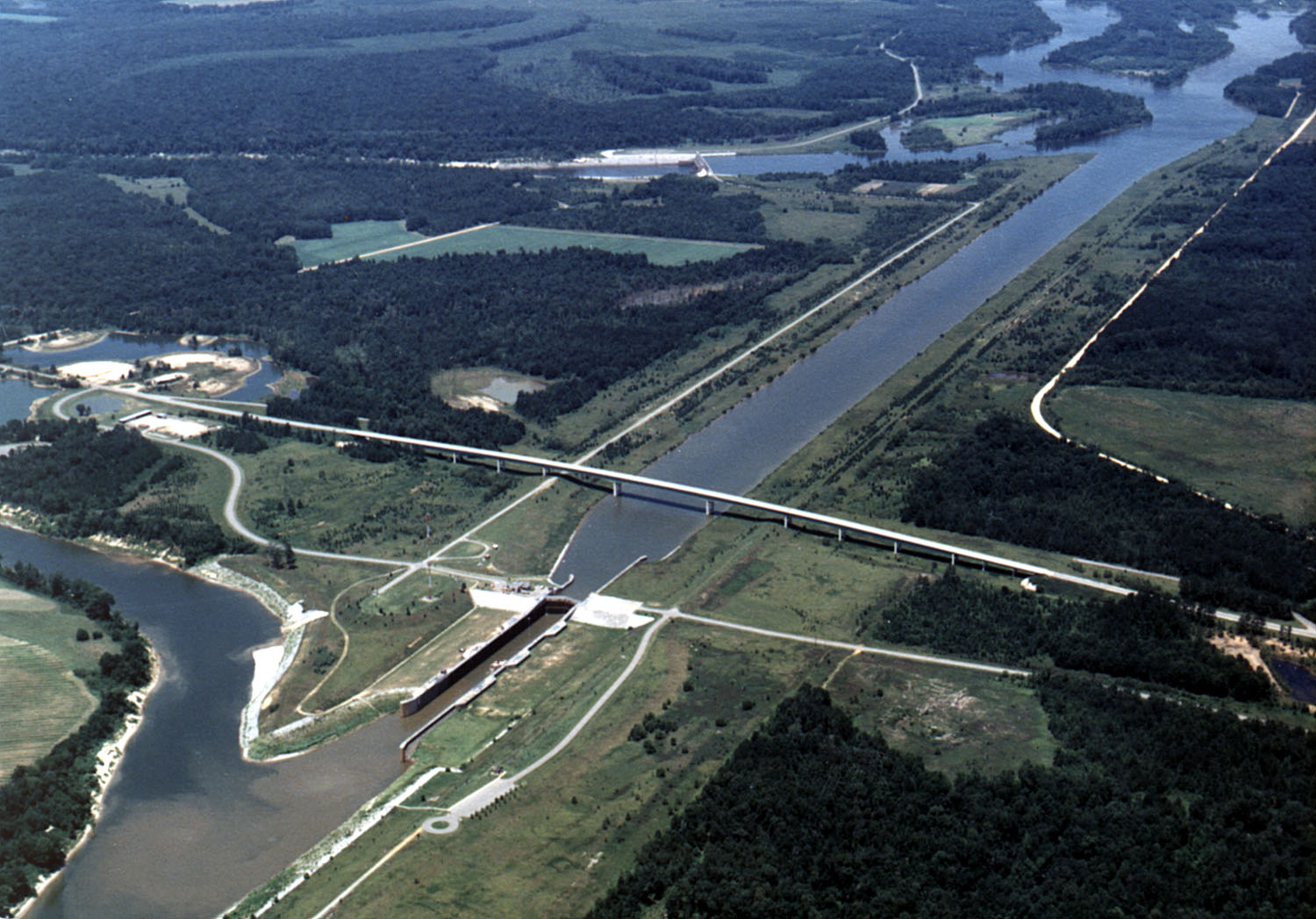
Tennesse-Tombbigbee víziút

### Alabama tavai

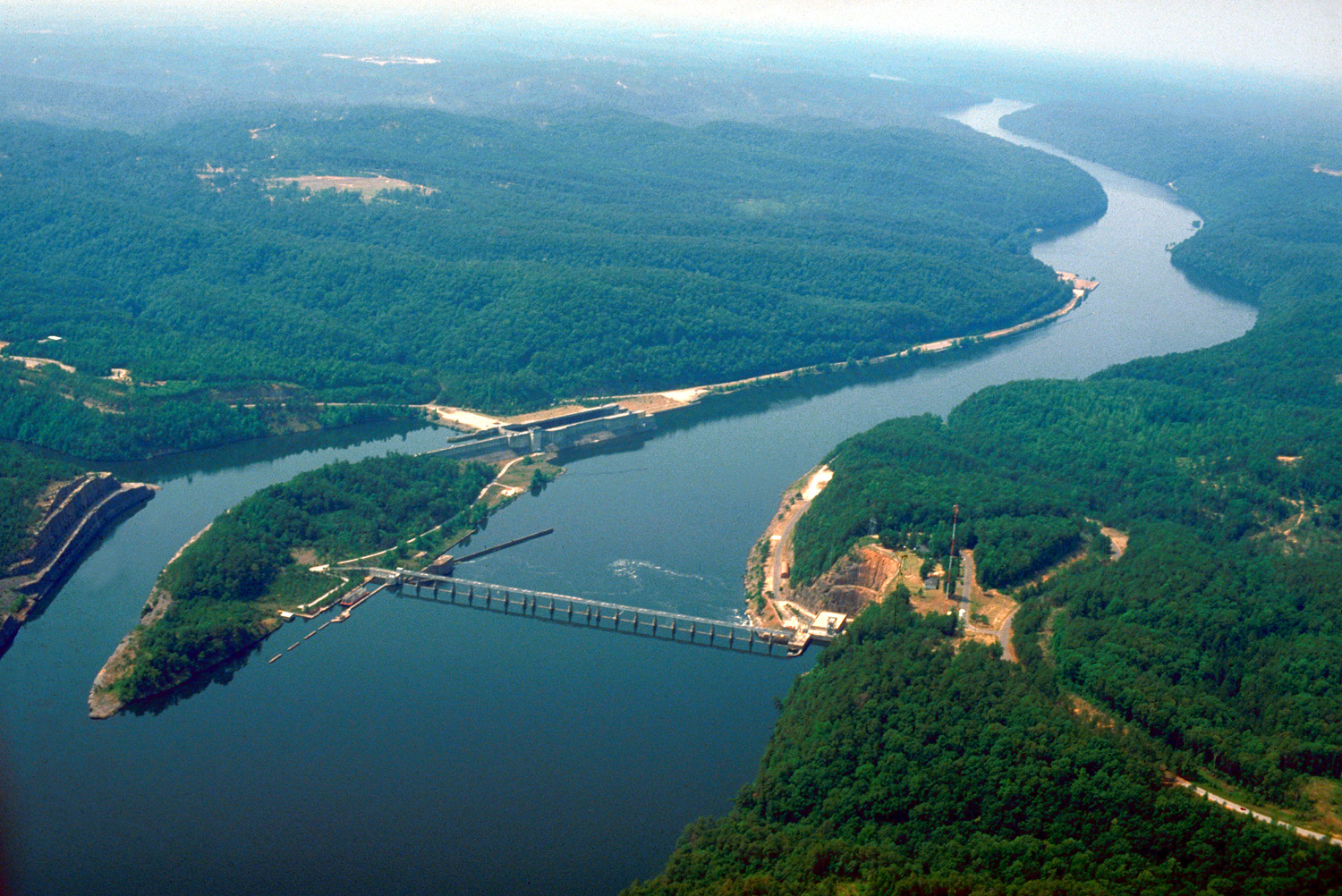
Bankhead gát és duzzasztó
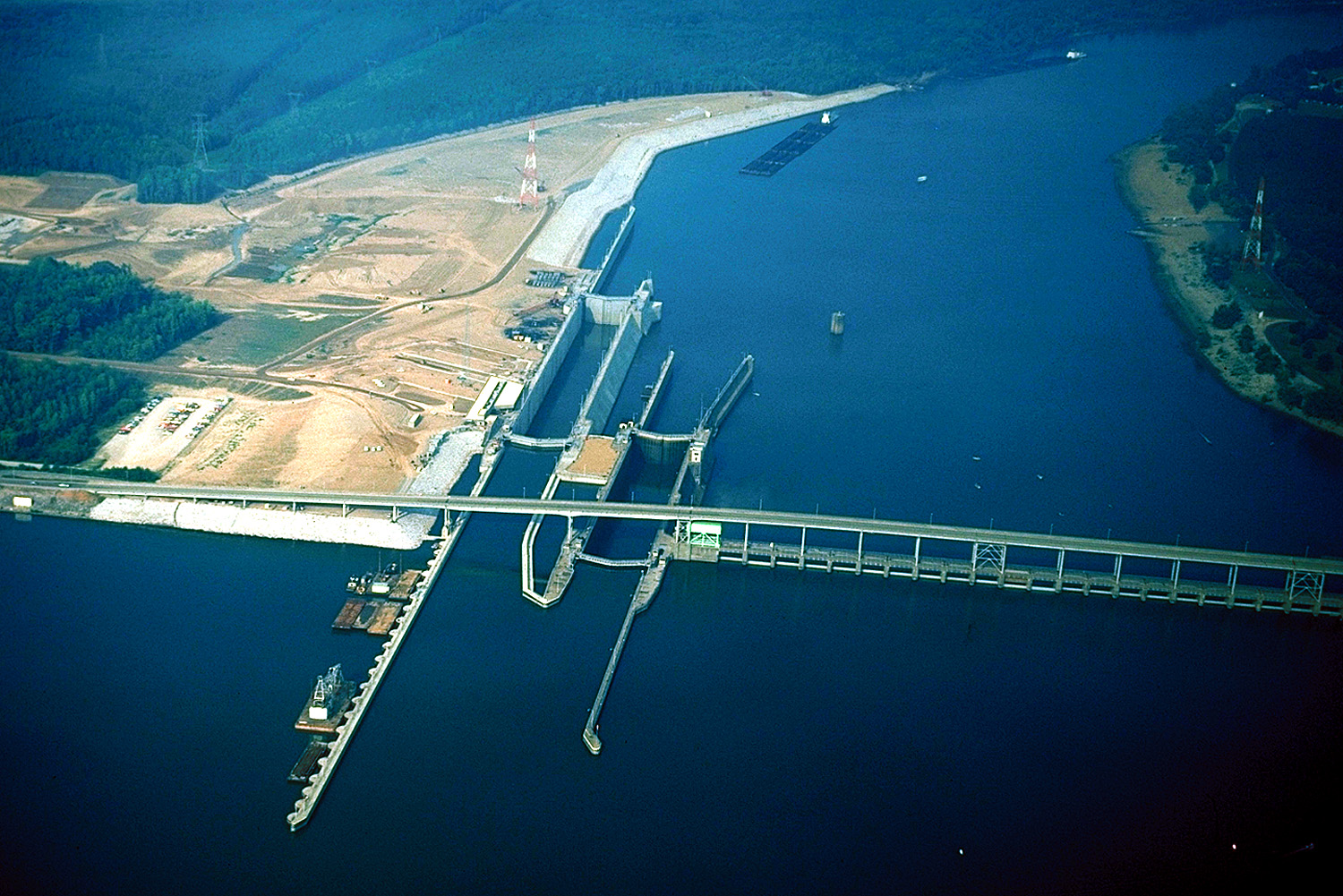
Pickwick Landing gát és duzzasztó
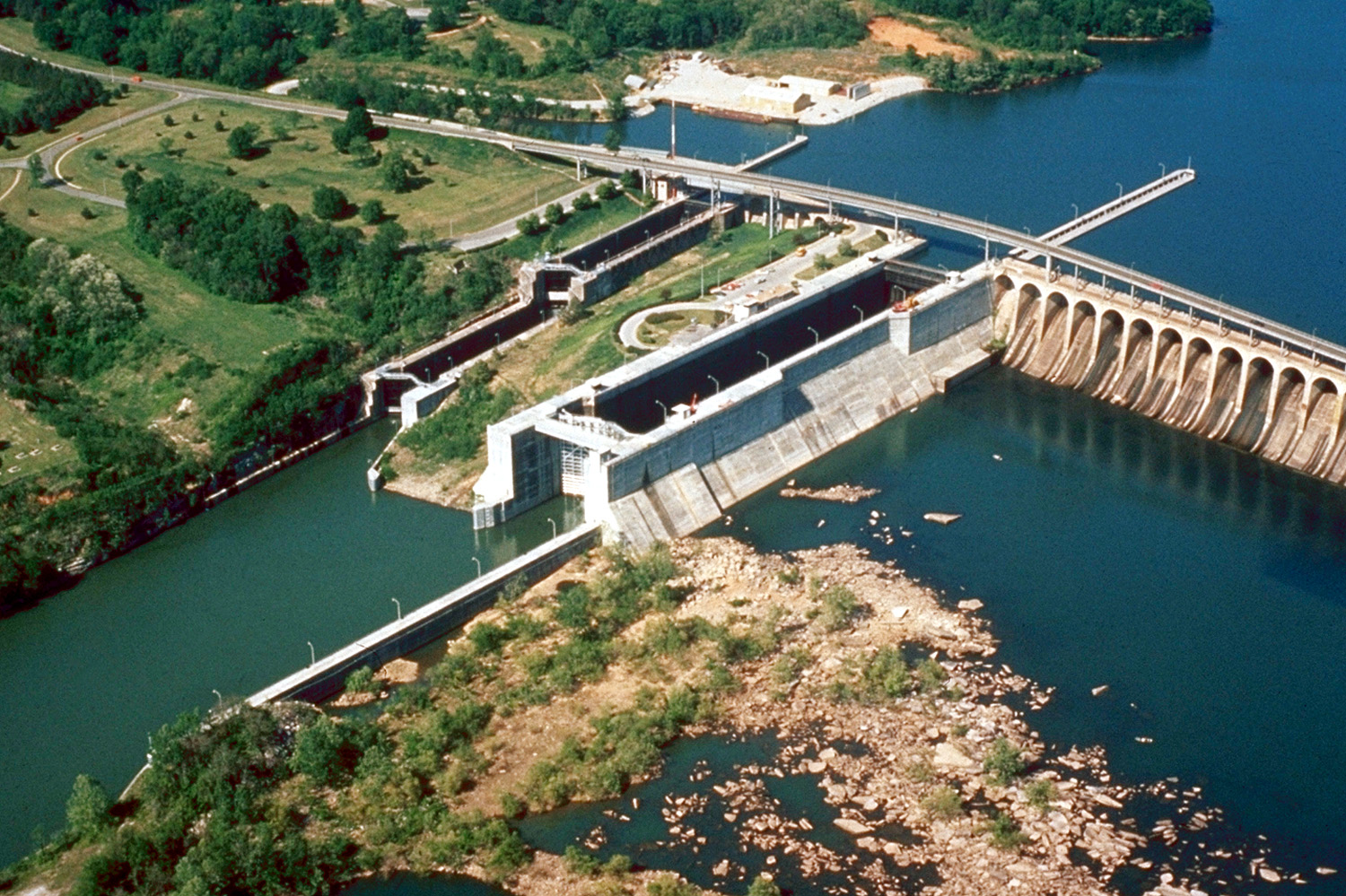
Wilson gát és duzzasztó
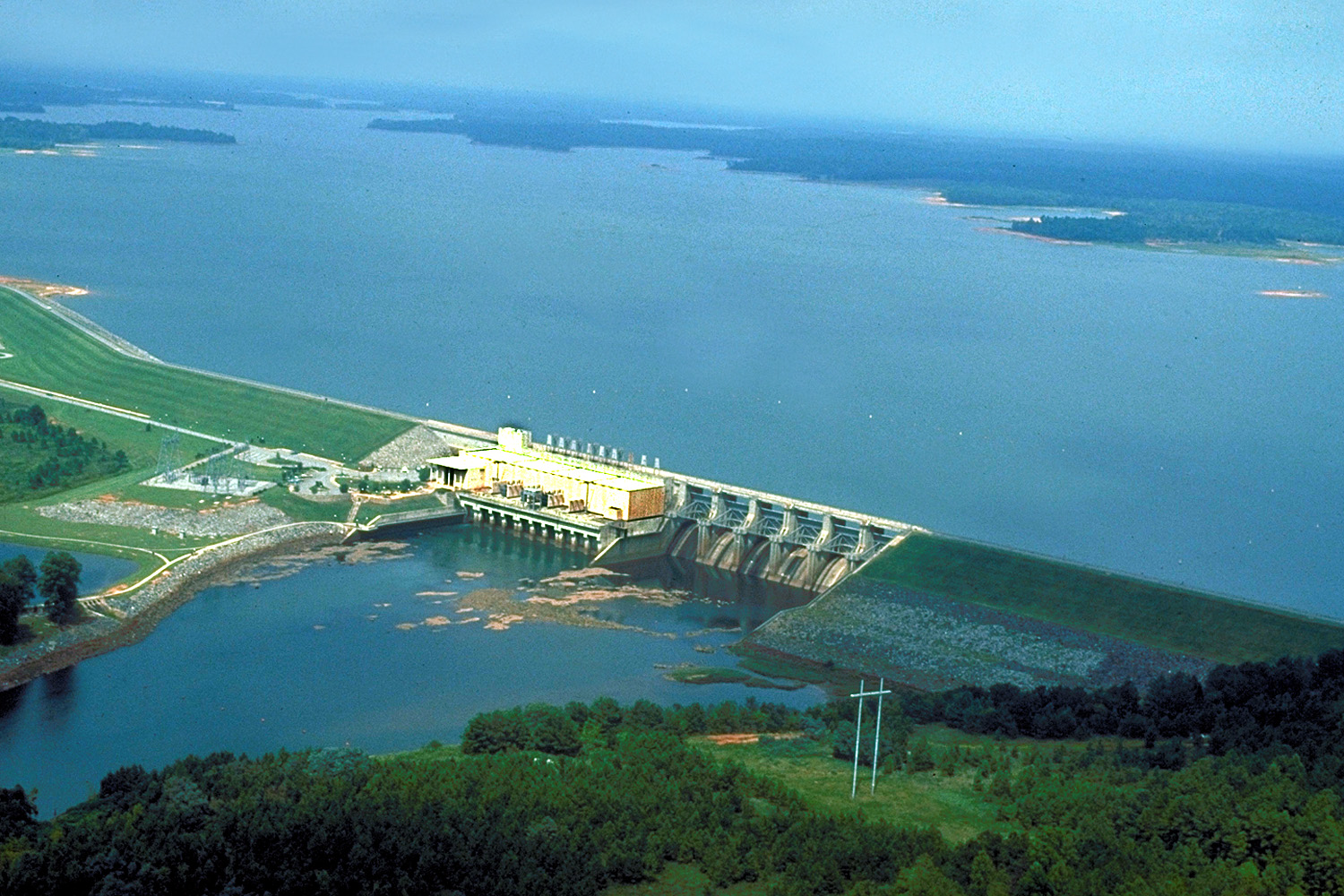
West Point duzzasztó

### Nemzeti parkok
- Conecuh National Forest

Alabama déli részén mintegy 340 km² területen helyezkedik Florida és Alabama határán, Convington és Escamia megyékben. A terület enyhén lejt. Conecuh Trail kb. 30 km hosszú út Alabama parti síkságán keresztül. Az utat 1976-ban fiatalok építették, s később parkszerű területekkel gazdagították a területet. Az erdő fája a mocsárfenyő (Pinus palustris), tölgy, somfa, nád. A név Conecuh – nádasföld – valószínű maszkogi indián eredetű. 1930-ban az erdőt betelepítették egy bozótszerű fenyővel, a floridai parti fenyővel (Pinus elliottii), s így csökkentették a kokárdás harkály (Picoides borealis) fészkelőhelyét. Ma ismét komoly erőfeszítéseket tesznek, az eredeti őshonos mocsárfenyő újratelepítésével, hogy megmentsék a harkályt a kipusztulástól.
- Talladega National Forest
- Tuskegee National Forest
- William B. Bankhead National Forest

## Éghajlata
Alabama éghajlata mérsékelt és az átlagos évi hőmérséklet 18 °C. A hőmérséklet az állam déli részén melegebb a Mexikói-öböl közelsége miatt, míg északon, különösen az Appalache-hegység térségében, a hőmérséklet kissé hűvösebb. A nyár forró, a tél enyhe gyakori esőzésekkel az év folyamán. Az állam déli részén kb. 300 napot esik az eső. A csapadék mennyisége 1,400 mm [20]
Alabama nyáron az Egyesült Államok egyik legforróbb része. A nyári átlagos nappali hőmérséklet 32 °C. Alabama a trópusi viharoknak és a hurrikánoknak is ki van téve. A viharok az öböltől távolabbra lévő területeket is érintik, amely többnyire félelmetes mennyiségű esővel jár.
A tél rendszerint enyhe, s az éjszakai fagyok csak a hegyek térségében fordul elő. Az átlagos januári alacsony hőmérséklet Mobile környékén 4 °C, Birminghan környékén 0 °C.
Dél-Alabamában több a vihar, mint akárhol másutt az Egyesült Államokban. A Mexikói-öböl közelében és Mobile környékén átlagosan az évi viharos napok száma 70 és 80 közötti. A vihartevékenység észak felé csökken, de az állam legészakibb területén is 60 napra tehető a viharok száma. Tornádó is előfordulhat az állam egész területén. Alabama osztozik Kansas rosszértelmű megkülönböztetésében, mivel National Climatic Data Center többször jelentett 1950. január 1-je és 2006. október 31-e között F5-ös erősségű tornádót, mint akármelyik más államban. Alabama és Mississippi területét úgy is emlegetik mint a Dixie Alley, egy megkülönböztető jelző a Tornado Alley elnevezéstől, amely a déli síkságokra értendő. Alabama az egyik olyan ritka hely, ahol második tornádó szezon is van; november és december után tavasszal.
A hóesés ritka, csak néha északon, Montgomery környékén előfordul egy kis hóesés.

## Története
Ezen a területen valaha több indián törzs élt, mint például az alabama (alibamu), cseroki, csikaszó, csaktó, krík, koasati és mobile. Északkelet és az Ohio-folyó környékén lakó indiánok között fejlett kereskedelmi hálózat alakult ki már i. e. 1000- i. sz. 700. között, mely az európai kapcsolatfelvétel után is folytatódott. A mezoamerikai befolyást felfedezhetjük a főként agrár mississippi kultúrában.
Amikor a spanyolok a 16. században kikötöttek a Mexikói-öbölben, felfedezőket, csapatokat küldtek fel a folyóvölgyekbe a terület felfedezésére. Hernando de Soto megütközött az indiánokkal a mai Alabama állam területén.
A spanyolok után a francia gyarmatosítók következtek, akik már hosszabb időre be is rendezkedtek. 1702-ben erődöket építettek a mai Mobile közelében, és attól északra. Dél-Alabama francia gyarmat volt 1702-tol 1763-ig, amikor is kénytelenek voltak feladni a területet az angolok javára. A Mississippi-folyó mentén létrehozott francia településrendszer külső védelmi övezet volt, része a gyűrűnek, amely a part menti angol gyarmatokat vette körül Kanadától egészen a Mexikói-öbölig.
1763-tól 1780-ig az angol fennhatóságú Nyugat-Florida része volt, s 1780-tól 1814-ig a spanyol Nyugat-Floridához tartozott. Észak és Közép-Alabama a brit Georgia része volt 1763-tól 1783-ig, ezután pedig egy darabig az ún. Mississippi Territory-hoz tartozott.
A függetlenségi háború után az angolok Alabama nagy részét átengedték a fiatal amerikai államnak, s a part menti sáv spanyol pedig terület lett.
Később 1814-ben Andrew Jackson elfoglalta a spanyol Mobile-t, ezt a partszakaszt is az Egyesült Államokhoz kapcsolták. Ebben a korai időszakban itt még csak elvétve éltek fehér telepesek, mivel az indiánok próbálták megőrizni saját területeiket. 1813-ban véres összetűzések után, a reguláris katonaság elűzte az indiánokat és ma már csak nagyon kevesen élnek az államban.
Alabama az 1820-1830 években határterület lett. A telepeseket vonzotta a termékeny talaj. Kialakultak az ültetvényes birtokok, ahova a fehér arisztokrácia fekete rabszolgákat telepített. Gazdasága gyors fejlődésnek indult. Az 1860-as évi népszámlálás idején az állam lakosainak száma 964 201 fő volt, amelynek 45%-a afro-amerikai volt, ebből csak 2,690 szabad színesbőrű volt.
Alabama egy darabig az un. Mississippi Territory része volt, majd önálló közigazgatási területté alakult, csak 1819-ben kapta meg az állami rangot és csatlakozott 22.-ként az Unióhoz.
Az állam gazdasága az ültetvényeken alapult, s a gyapottermesztéshez olcsó munkaerőre volt szükség. Alabama nem akarta feladni a rabszolga munkaerővel járó előnyöket. Alabama 1861-ben csatlakozott a Konföderációhoz. Nem sok csata zajlott le az államban, de Alabama 120 000 katonája harcolt a polgárháborúban. A háború után az állam katonai megszállás alá került, amely káros hatással volt a gazdaságra.
A rekonstrukció idején 1865-ben minden rabszolgát felszabadítottak, de a faji elkülönítés rendszere így is erősen érvényesült.
1868-ban az állam újra az Unió tagja lett. A 19. és a 20. században, amikor a gyapot jelentősége csökkent, az állam komoly gazdasági nehézségekkel küzdött. Mivel az állam függött a gyapot-termeléstől az ültetvényesek megpróbáltak újra ellenőrzést nyerni az afro-amerikai lakosság felett. Katonai jellegű csoportokat hoztak létre és elszigetelték a feketéket (Jim Crow-törvények).
Az 1901-ben jóváhagyott alkotmányban a fehér elit megfosztotta a feketéket a szavazati jogaiktól. Mivel a szegény fehér lakosság szimpatizált a fekete lakosság törekvéseivel, őket is megfosztották a szavazási jogaiktól. Míg 1900-ban a 14 “Black Belt” megyének 79 000 szavazója volt, 1903. június 1-re 1081-re csökkent. 1900-ban 181 000 afro-amerikai szavazhatott, de 1903-ra már csak 2980-an feleltek meg a szavazásra, annak ellenére, hogy 74 000 közülük írni-olvasni tudó volt. Ez a kizárás hosszú ideig tartott.
A 20. század második felében, a feketéknek még mindig nem voltak meg az alapvető polgári jogaik. Alabama a hírhedt fajüldöző politikus George Wallace állama volt. Nem véletlen, hogy a fekete polgárjogi mozgalmak innen indultak el, amelyek vezetője Martin Luther King lett. Az állam Mississippi után a második volt a lincselések területén. A szomszédos államban, Tennesseeben alakult meg a hírhedt Ku-Klux-Klan.
1941-ben a fehérek száma 600 000 volt és a jogfosztott feketék száma 520 000. Ez nagy hatást gyakorolt a szavazás eredményeire.[30]
A 20. század elején sok afro-amerikai távozott azért, hogy az iparosított északon biztosabb megélhetést és szebb jövőt találjon.
Ezek az események felgyorsították a már megindult változásokat és nagy erőfeszítéseket tettek, a szénbányák feltárására és a vasérc feldolgozására. A nagy vándorlások idején sok fehér is maga mögött hagyta a vidéki életet, Birminghamban kerestek munkát, ahol az ipari termelés megindult. Birminghamt hirtelen növekedése miatt elnevezték a “csoda város”nak (The Magic City).

## Népessége

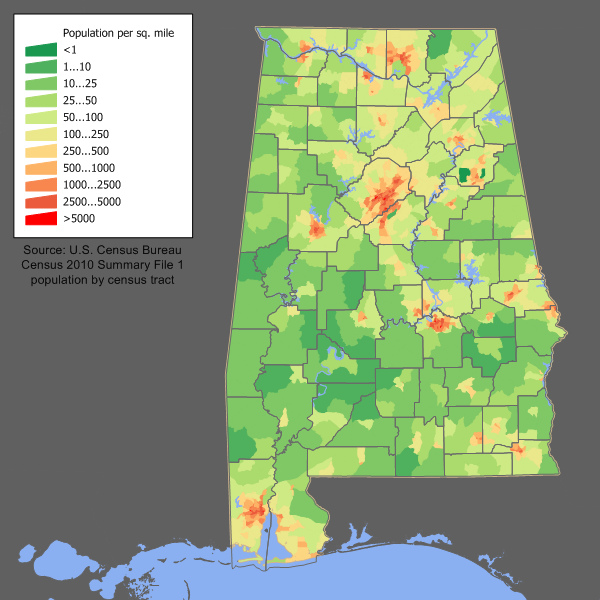
Alabama népsűrűségi térképe

2020-ban a népessége mintegy 5 millió fő.
A 2006. évi becsült adatok alapján Alabama lakosainak száma 4 557 800, amivel a 23. az államok sorában. Az emigránsok száma 25 936 fővel nőtt, s ez 10 521 fő növekedést eredményezett.
Az államban 108 000 külföldön született él, ez 2,4%-a a teljes lakosságnak. Ebből körülbelül 22,2%, 24 000 ember illegálisan van az államban. Alabama lakóinak többsége Chilton megyében él, Jemison városon környékén, amelyet úgy ismernek mint "Jemison Division".

### Népességváltozás
| Lakosok száma | 1 262 794 | 2 138 093 | 2 646 248 | 2 832 961 | 3 266 740 | 3 444 165 | 4 040 587 | 4 447 100 | 4 858 979 | 5 024 279 |
|               | 1880      | 1910      | 1930      | 1940      | 1960      | 1970      | 1990      | 2000      | 2015      | 2020      |

### Népcsoportok
Alabamában a legnagyobb jelentett származási csoport az afroamerikai(26,0%), amerikai (17,0%), angol (7,8%), ír (7,7%), német (5,7%), és skót-ír (2,0%). Az amerikai csoportba nem értendő bele az indián őslakosság.

### Vallás
Alabama a „Bibliaövezet” ("Bible Belt") közepén helyezkedik el. A 2007. évi felmérések szerint a lakosság 70%-a vallásos és 59%-uk teljesen tisztában volt hitével és gyakorolta is azt. 2007. évi felméréseknél az alabamaiak 92%-a bízott az államban működő egyházi intézményrendszerekben. Mobile környékén nagyszámú katolikus lakosság él, akiknek az őseik még Amerika hőskorszakában telepedtek le. Ma a lakosság nagy százaléka protestánsnak vallja magát, ebből baptista 40% és metodista 10%.

## Városai

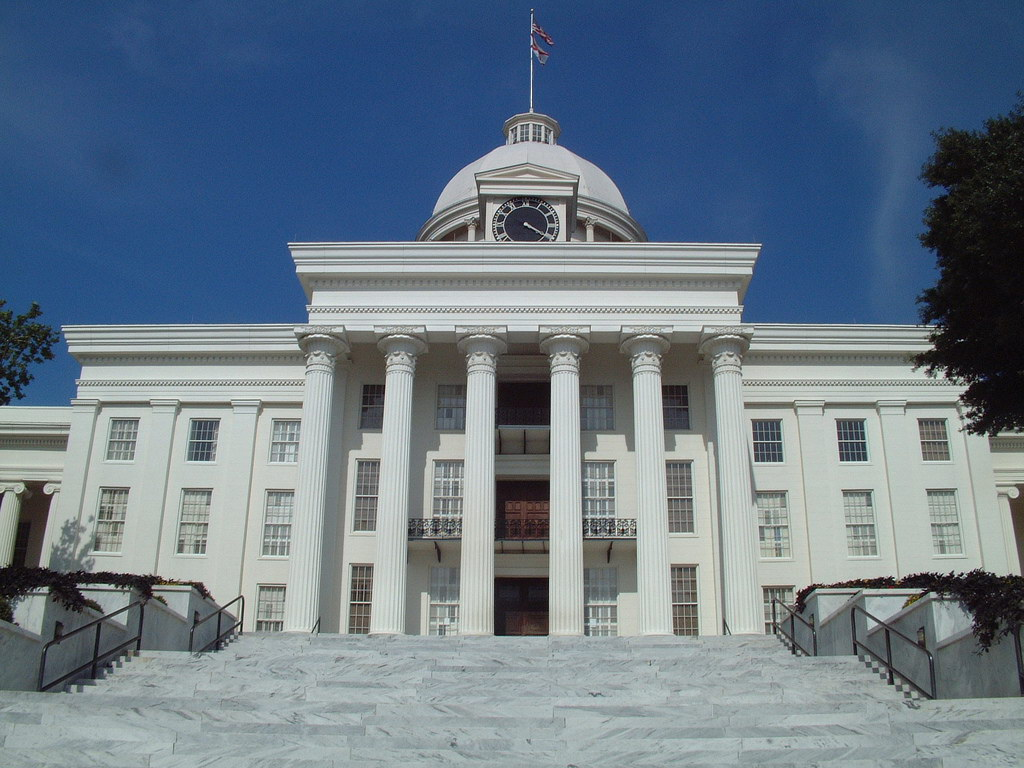
Alabama Capitoliumának épülete Montgomeryben

### A legnagyobb városok
|     | Név            | Népesség (fő, 2010) |
| --- | -------------- | ------------------- |
| 1.  | Birmingham     | 212 237             |
| 2.  | Montgomery     | 205 764             |
| 3.  | Mobile         | 195 111             |
| 4.  | Huntsville     | 180 105             |
| 5.  | Tuscaloosa     | 90 468              |
| 6.  | Hoover         | 81 619              |
| 7.  | Dothan         | 65 496              |
| 8.  | Decatur        | 55 683              |
| 9.  | Auburn         | 53 380              |
| 10. | Madison        | 42 938              |
| 11. | Florence       | 39 319              |
| 12. | Gadsden        | 36 856              |
| 13. | Vestavia Hills | 34 033              |
| 14. | Prattville     | 33 960              |

### Montgomery
Alabama fővárosa és egyben második legnagyobb városa Montgomery, s a negyedik legnépesebb metropolita körzet az Egyesült Államok déli részén. Montgomery megye székhelye. Az öböl parti síkságan (Gulf Coastal Plain) épült. A város lakosainak száma 2000. évi népszámlálás szerint 201.568 fő volt.
Montgomery metropolita körzet (Montgomery Metropolitan Statistical Area) lakosainak száma ugyancsak a 2000. évi felmérések alapján 346.528 fő volt.
Az Alabama folyó partján lévő két város egyesüléséből jött létre 1819-ben. 1846-ban Alabama állam első fővárosa lett.
A környék gyapot ültetvényeinek gyapot piaca volt itt, de a polgárháború alatt fontos szerepet játszott. A Déli államok képviselői itt gyűltek össze és itt iktatták be hivatalába Jefferson Davist, a Konföderáció elnökét. 1861-ben Dél fővárosa lett, itt működött az elnöki hivatal, amíg a kormány nem költözött Richmondba (VA).
Montgomery büszke múltjára és ma is több konföderációs zászló leng, mint az Amerikai Egyesült Államoké. Az Unió hadserege 1865-ben elfoglalta a várost, s lerombolta. Alig maradt meg belőle néhány épület. A rekonstrukció végére Montgomery rozzant, szegény várossá vált. A század végére azonban visszanyerte erejét és ma is a gyapot piac központja, valamint ipari település is egyúttal.
A város központja a State Capitol, amelyet a többi közigazgatási épület vesz körül. Az épület freskóit az ismert déli festő, McKenzie készítette. A freskók témája a polgárháború eseményeit örökíti meg. A Capitol épületével szemben a Konföderáció első “Fehér Háza” van, amely egyúttal Jefferson Davis elnök otthona volt. Nem messze innen a Montgomery Museum of Fine Art háza áll, amelynek gazdag indián anyaga is van, de régi bútorokat is bemutat. Az 1848-ban épült klasszicista stílusú Garett Colisseum részben múzeumnak van berendezve, de a kereskedelmi kamarának a székhelye is.
A 20. század közepén az Afro-Amerikai Polgárjogi Mozgalom, beleértve a Montgomery Bus Bojkott és a Selma to Montgomery marches elsődleges színhelye lett.

### Birmingham

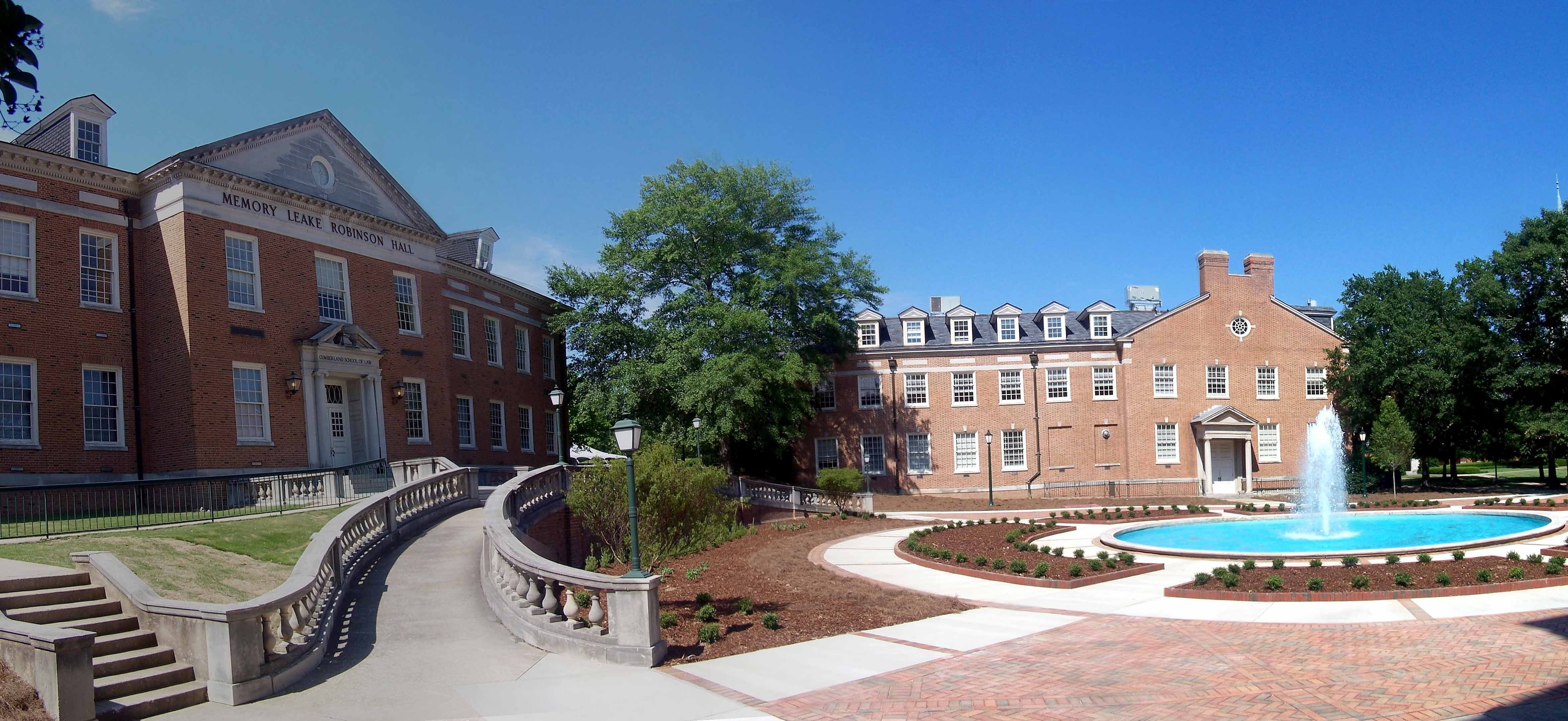
Birmingham, Cumberland School of Law

Birmingham Jefferson megye székhelye, egyben az állam legnagyobb városa, és egy része átnyúlik Shelby megyébe. Lakosainak száma a 2000-es felmérések szerint 242 820 fő volt, míg 2006.-ban csak 229 424 lakosa volt.
Birmingham-Hoover metropolita körzet, amelynek lakossága a 2007. évi népszámlálás szerint 1 108 210 fő volt. A metropolita körzet úgy is ismert, mint Greater Birmingham és felöleli Alabama lakosainak egynegyed részét.
Birmingham városát 1871-ben alapították, s a polgárháború után jelentős ipari várossá nőtte ki magát, így nevét az Egyesült Királyságban levő Birmingham ipari város után kapta.
A völgyben hosszan elnyúló, nagy kiterjedésű várost délről a Red Montain szegélyezi, mögötte pedig a Shades Mountain emelkedik. A környező bányákban hatalmas mennyiségű kokszolható szenet és vasércet bányásznak. A bányák működése a polgárháború idején kezdődött, s a 19. század végén a kohászati üzemeket létesítettek, amelyek ipari fellendülést eredményeztek. A 20. század közepén Birmingham az Egyesült Államok déli részének fő ipari központja lett.
Egy 20 méter magas vulkán szobrot állították fel a Red Mountain csúcsán, amely a kohászat szimbóluma. Giuseppe Moretti olasz származású szobrászművész alkotása. A szobor témája; Vulkanus isten egyik kezében pörölyt, a másik kezét magasra emelve, fáklyát tart, amelyben éjszakánként zöld fény világít.
A Liberty National Life Insurance épület tetején a New York-i Szabadság-szobor kisebb méretű mását helyezték el. A Birmingham Museum of Art épületében az európai klasszikus és modern művészek, valamint indián népművészek állandó kiállítását tekinthetjük meg.
Birminghamnak sok parkja és botanikus kertje van. A hosszan elnyúló Jones-völgyet rózsakertek, somfabokrok szegélyezik.

### Huntsville

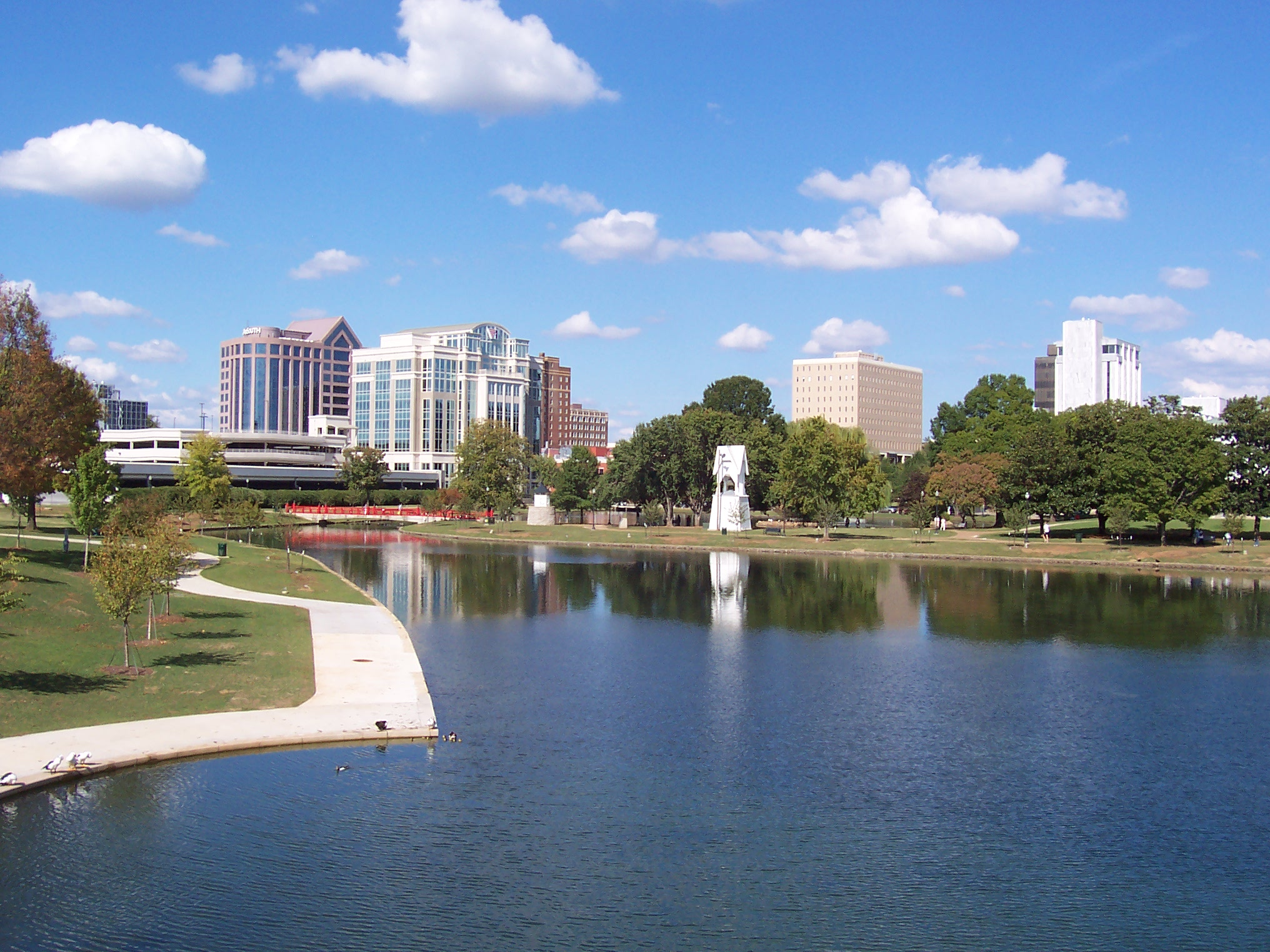
Huntsville

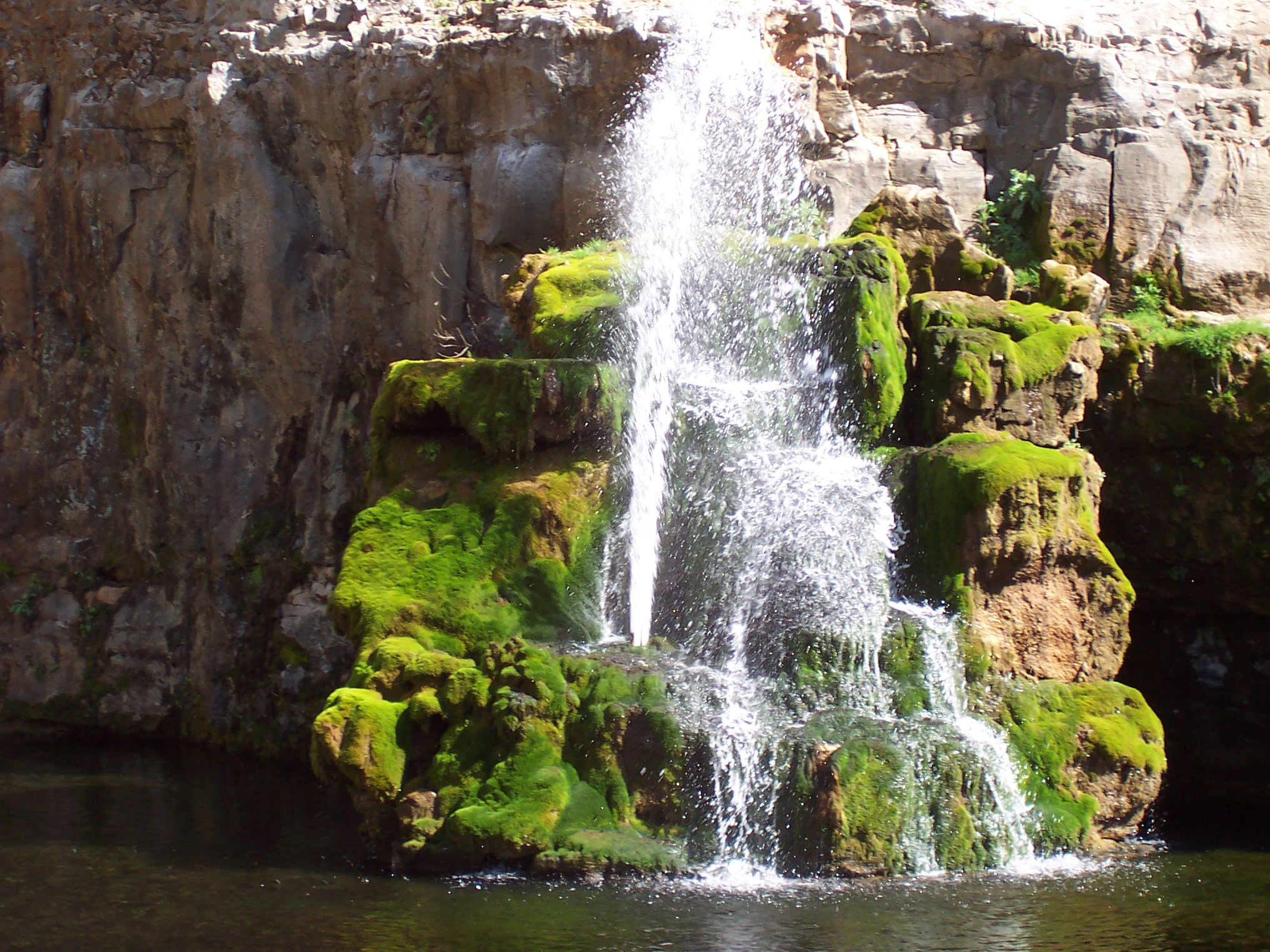
Big Spring

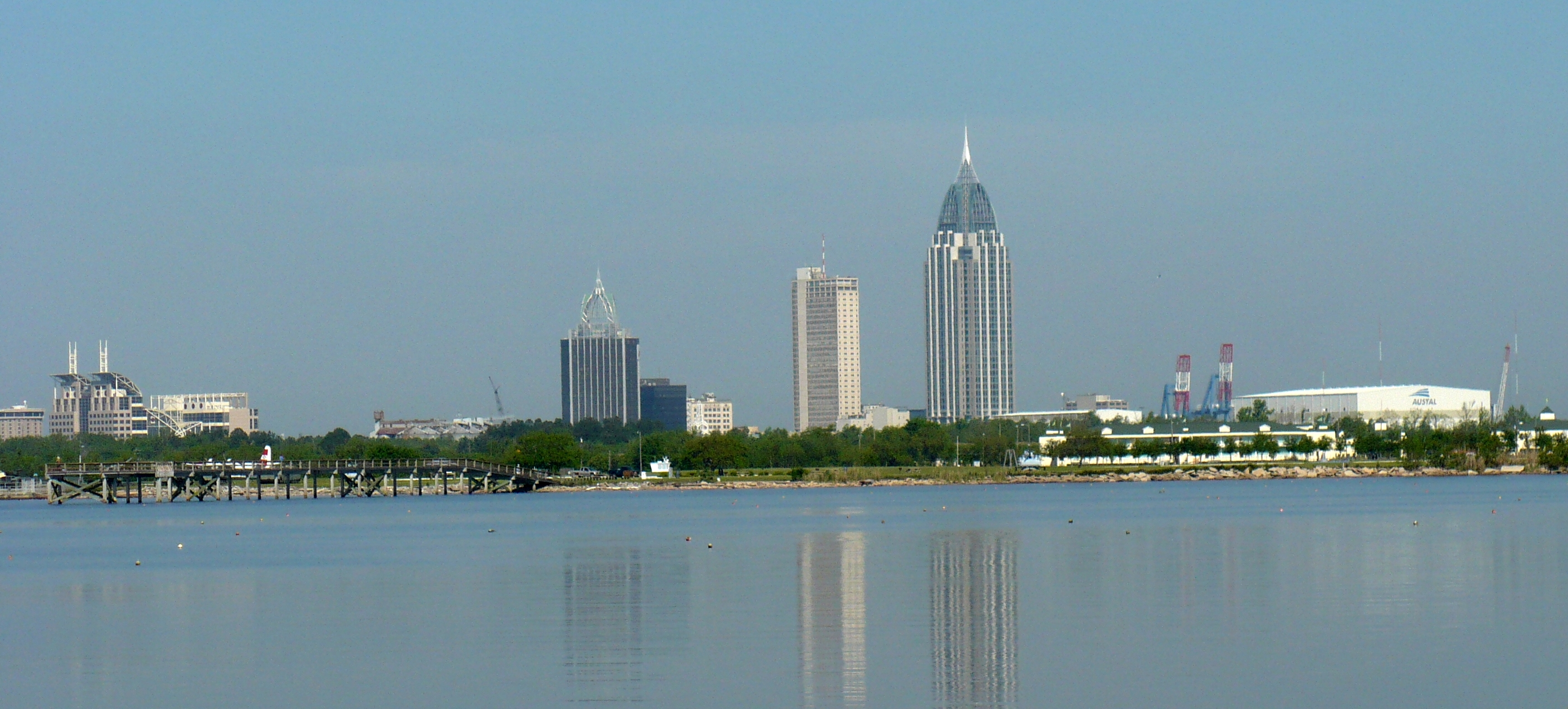
Mobile

Huntsville Madison megye székhelye. A város átnyúlik Limestone megyébe is. A legnagyobb város Észak-Alabamában, mintegy 171 327 főnyi lakosságával a 2007. évi becslések szerint.
Huntsville a Huntsville-Decatur Combined Statistical Area agglomeráció legnagyobb városa. Lakosainak száma a 2000. évi felmérések szerint 386 632 fő volt, mig a 2007-es felmérések szerint 535 911 fő volt.
Huntsville Times 2008. április 15-i kiadása szerint a város ma 451.8 km² területet ölel fel.
Hunstville Tennesse határa közelében egy hosszú völgyben fekszik a 300 méter magas Monte Sano lábánál. 1805-ben itt egyetlen kunyhó állt. Hat évvel később Twickenham néven várossá alakult, de később 1812-es háború során átkeresztelték Huntsville John Hunt telepes tiszteletére. Ma a városban virágzik a textilipar, különböző gyárak működnek, és az űrkutatás egyik központja (NASA Marshall Space Flight Center). A kutatási programok a Redstone Arsenal laboratóriumaiban zajlanak. Külön múzeumot rendeztek be az űrkutatás mozzanatainak bemutatására a Space Orientation Center egyik részlegében.
A Firs National Bank épülete 1835-ben épült. A banképület pincéi börtöncellák voltak a rabszolgatartás idején és azokat a rabszolgákat zárták ide, akiknek a tulajdonosa fizetésképtelenné vált. A rabszolgákat zálogként tartották a börtönben. Huntsville környékén a Tennessee-n duzzasztó gátat építettek és a folyószakaszt tórendszerré alakították, hogy hajózható legyen és ezzel mentesítették a környéket az árvízveszélytől is.
A föld Huntsville környékén karsztos. A városban feltörő Big Spring egy tipikus karsztforrás, amely naponta 100 millió liter vizet ad.

### Mobile
Mobile az Egyesült Államok déli részének a harmadik legnépesebb települése és Mobile megye székhelye. A Mexikói-öböl partján helyezkedik el. Lakosainak száma a 2000. évi becslések szerint 198 915 fő volt. Mobile (Metropolitan Statistical Area) agglomerációs körzet lakosainak száma 399 843 fő. Mobile-Daphne-Fairhope Combined Statistical Area agglomerációs körzet teljes lakosainak száma 540 258 fő.
Az elmúlt 300 év alatt ennél a természetes kikötőnél sok nemzet próbálta megvetni a lábát. Elsőnek a francia Jean Baptiste Le Moyne és Pierre Le Moyne d'Iberville testvérek kötöttek. A mauville indiánok kis faluját találták itt és ezért róluk nevezték el az új várost, amely a fehér ember első állandó telephelye volt Alabama területén. A várost 1702-ben alapították a Mobile-folyó partján, 33-km-re az öböltől. Ekkor a város Fort Louis de la Louisiane nevet kapta. 1703. július 20-án, Jean-Baptiste de Saint-Vallier, Quebec püspöke megalapította a római-katolikus egyházközösséget A franciák nagyratörő gyarmatosítási terveit az újonnan érkező angolok hiúsították meg. 1763-ban elfoglalták Mobile városát. 1780-ban viszont a spanyolok próbálták megerősíteni bástyáikat és megszállták a kikötő várost. 1813-ban viszont az Egyesült Államok kebelezte be. Az amerikai polgárháború során Mobile a déliek kikötője volt és innen kapták az utánpótlást, ezért az északiak blokád alá helyezték majd több véres csata után 1865-ben az Unió csapatai elfoglalták Mobile-t.
A házak építési módja, az étkezési szokások, a „kreol” ételek, mind-mind a francia és spanyol kultúrára emlékeztetnek. Farsang idején a hagyományos karnevál népünnepély jellegű, a jelmezes felvonulás tarka, vidám forgataggá válik.
Mobile a Mexikói-öböl parti hajóépítő ipar egyik fontos központja.
Mobile utcái megőrizték a latinos jellegüket. Belvárosának szép kis terei, jellegzetes katolikus templomai, az azélia bokrokkal övezett villái latinos hangulatot árasztanak. Kora tavasszal az azélia virága elborítja a várost. Az Azelia Trail egy 50 km-es útszakasz.
A belváros érdekes egyvelege az antebellum házaknak és a modern irodaépületeknek.

## Közigazgatás

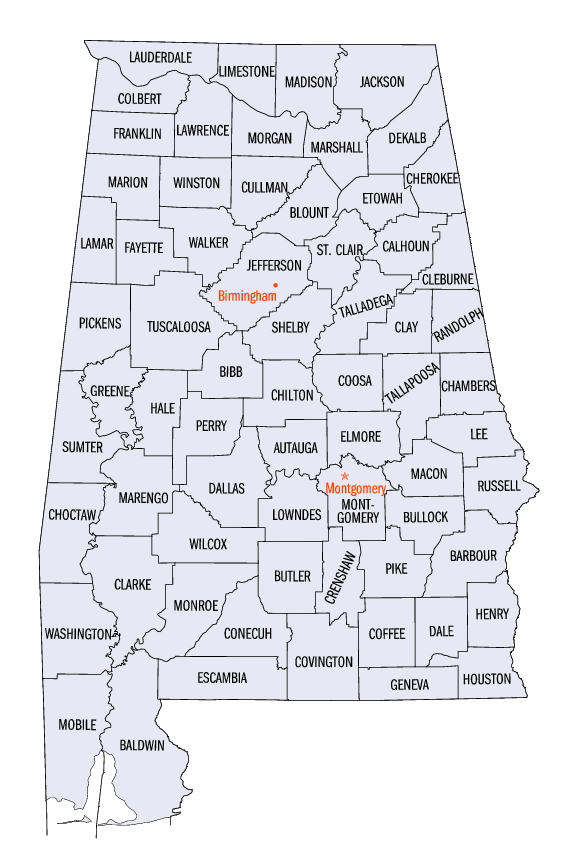
Alabama megyéi

### Megyék
Alabama 67 megyére oszlik.

## Gazdasága
A kohászat gyors fejlődésnek indult és ma Alabamában van az Egyesült Államok egyik igen jelentős kohászati központja. Birmingham környékén létrejött vas- és acélművek sora, amelyeket az állam északi részén lévő vasérc- és szénbányák látnak el nyersanyaggal. Az északi rész jelentős vízi energiáinak kihasználása és a viszonylagosan olcsó munkaerő más iparágakat is idevonzott. Megváltozott a mezőgazdaság szerkezete, előtérbe került a tejgazdaság, a kisebb farmokra alapuló élelmiszer-árutermelés.

## Nevezetességei
Az állam sok látványosságnak, népszerű eseménynek ad otthont, például a Hangouts Music Festival-nak és a Alabamai Shakespeare Fesztiválnak, ami benne van a világ tíz legnagyobb Shakespeare fesztiválja között.